# Ecos de Jatibonico
Durante las décadas de 1940 y 1950, el término municipal de Jatibonico tuvo una pródiga actividad periodística la cual se expresaba a través de sus órganos de prensa tales como: El Veguero Libre, La Prensa y Ecos de Jatibonico, El Boletín Rotario de Jatibonico y la Emisora Radial CMJJ Radio Jatibonico. Estos órganos además de cumplir funciones económicas y comerciales representaron un importante vehículo de promoción y divulgación de la cultura local.

## Inicios
Sale su primer número el 17 de agosto de 1958, con el objetivo de informar y orientar al pueblo de esta localidad. En su primer "Editorial" plantea:
"... que las personas que hoy están tomando en sus manos un ejemplar, tengan la sensación de estar recibiendo unas páginas impresas con un destino: el de informar y orientar."
"No somos un periódico político y por lo tanto no seremos el órgano de un Gobierno o Partido, poseyendo nuestras ideas propias sobre cada problema político, cultural, económico; manteniendo nuestras ideas en todo tiempo coincidiesen o no con las del Gobierno del momento."

## Consejo editorial
Este periódico contó con la dirección de Edel I. Suárez Venegas y el siguiente concejo editorial: Subdirector: Pedro Enrique García C. Jefe de Información: Alberto Felipe Peñate. Jefe de Redacción: Félix Granado Gómez. Administrador: Evelio García Gómez.
Es significativo destacar que cada artículo, comentario o narración expresado en él, representan única y exclusivamente el criterio de sus autores, por lo que ganó gran simpatía en los lectores. Esta aceptación es mayor por la calidad, trabajo y dedicación de sus colaboradores.

## Colaboradores
Heriberto Díaz Felipe, Rómulo Loredo Alonso, Anselmo San Gabino González, Celso Cruz Rolando, Roberto Balmaseda Hernández, Marcelino Yamaguchi, Armando Valdivia Zamora, Edmundo García Gómez, Fifina del Castillo de Antón, Armando del Rey Sorí, Aramís Rodríguez, Arnaldo Rodríguez Yorca.

## Redacción
El periódico sentó su redacción y administración en la calle Villuendas # 40 en Jatibonico y su impresión se realizó en los talleres de Tipografía "Venus" de Sancti Spíritus.
Entre sus páginas hay compromisos, partido e incesante batallar en pro de la comunidad, pero en la mayoría de sus artículos juega una función divulgativa, donde se destacan los anuncios de ofertas comerciales y de servicios.
Uno de los objetivos más importantes de este periódico es la educativa y cultural; donde se destacan las secciones del "Rincón Literario". La obra literaria, y en particular poética de la localidad se encuentran en el mismo uno de sus máximos promotores.
Este órgano tuvo una vida efímera, sobreviviendo pocos meses después del Triunfo Revolucionario.